# مری ماکاریان
مری ماکاریان (ارمنی: Մերի Մակարյան؛ انگلیسی: Mary Makaryan؛ ۱۲ اوت ۱۹۸۵) یک بازیگر و مجری تلویزیون اهل ارمنستان است. وی از سال میلادی تاکنون مشغول فعالیت بوده است.

## زندگی‌نامه
وی در ۱۲ اوت ۱۹۸۵ در ایروان به دنیا آمد و از کالج دولتی موسیقی رومانوس ملیکیان فارغ‌التحصیل شد. 